# St. Margaret (Altkirchen)

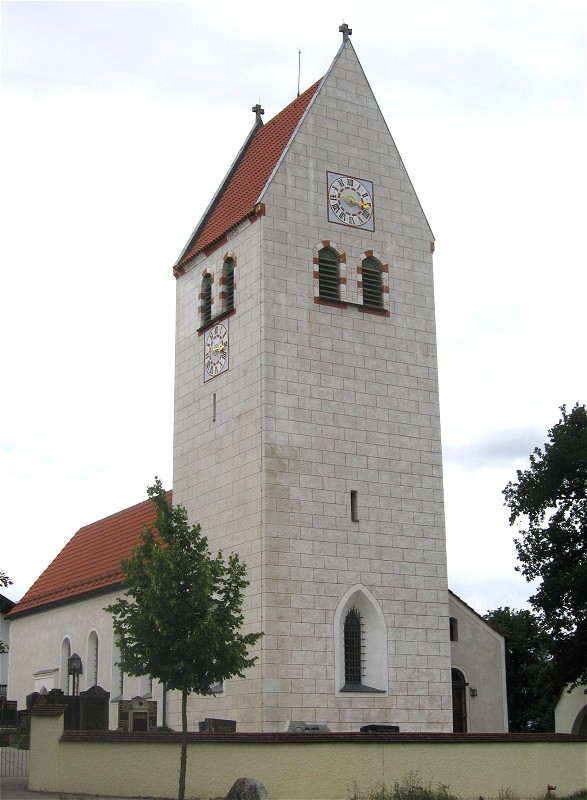
Kuratiekirche St. Margaret in Altkirchen

Die römisch-katholische Kuratiekirche St. Margaret ist eine spätgotische Chorturmkirche im Ortsteil Altkirchen der Gemeinde Sauerlach im oberbayerischen Landkreis München. Zusammen mit St. Michael in Arget und St. Andreas in Sauerlach bildet sie seit 2012 den Pfarrverband Sauerlach im Dekanat Ottobrunn des Erzbistums München und Freising.

## Geschichte

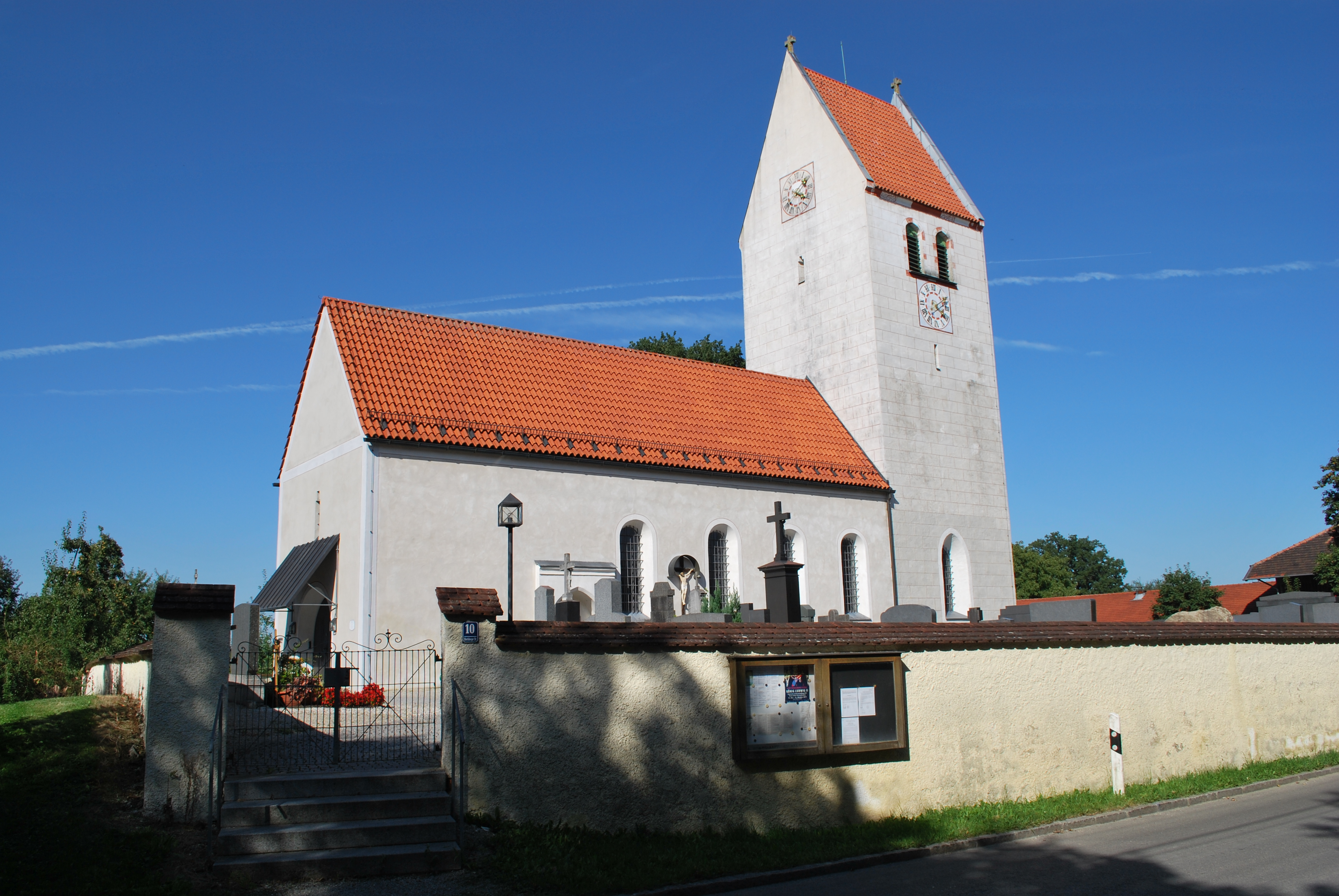
Blick auf St. Margaret

Wahrscheinlich schon lange vor der ersten urkundlichen Erwähnung im Jahre 994 nach Christus hat es in Altkirchen eine Kirche gegeben. Mit einiger Sicherheit kann man davon ausgehen, dass das erste Gotteshaus ein kleines einfaches Kirchlein aus Holz war, das etwa in der Mitte des 8. Jahrhunderts von Mönchen erbaut wurde.
Am 11. September 1327 ist in den Büchern des Klosters Schäftlarn zum ersten Mal die Rede von der St. Margaret-Kirche. Welches Patrozinium davor bestand, ist unbekannt. Mit einem Brief des Domkapitels zu Freising vom 26. November 1462 wird Altkirchen eine Benefiziumsstiftung, also eine vom Erzbistum München und Freising gestiftete Priesterstelle. Deshalb behielt sich das Freisinger Domkapitel auch das Besetzungsrecht vor. Die Reihe der Geistlichen beginnt im Jahre 1462 mit dem Kaplan Johannes Rieger. Weitestgehend unbekannt ist, ob Altkirchen früher den Status einer Pfarrei hatte. Gewiss ist jedoch, dass es seit Anfang des 14. Jahrhunderts zu den Filialkirchen Endlhausens zählte.
Im Dreißigjährigen Krieg rückte Gustav Adolf II. von Schweden bis nach München vor. Gegen ein Lösegeld verschonte er zwar die Stadt, dafür verwüsteten seine Truppen das Umland. So plünderten im Jahr 1632 schwedische Soldaten auch Altkirchen und benutzten die Kirche als Pferdestall. Bei der Restaurierung im Jahr 1965 kamen im Nordosten der Apsis Brandspuren zum Vorschein, die vermutlich von einem Lagerfeuer der schwedischen Truppen stammen.

## Architektur
St. Margaret gilt als das älteste Baudenkmal der Gemeinde Sauerlach. Das Gebäude ist unter der Listennummer D-1-84-141-17 in der Bayerischen Denkmalliste aufgeführt.

### Das Langhaus
Die Entstehung des romanischen Langhauses wird in das 11. bis 13. Jahrhundert datiert. Um 1500 wurde der Bau gotisch verändert. Als solcher ist er als spätgotischer flachgedeckter Saalbau mit einem gewölbten Altarraum errichtet. Das Bauwerk selbst besteht aus Tuffquadern in mittelalterlicher Schalenbauweise. Anfangs war das Quaderwerk innen unverputzt, die Mörtelfugen durch einen kräftigen roten Fugenstrich hervorgehoben. Im Innenraum haben sich zudem zahlreiche Fresken mit Darstellungen aus der Heiligen Schrift erhalten. Das Fresko im Spitzbogen, der das Presbyterium vom Langhaus trennt, stammt aus dem 13. Jahrhundert. Bei späteren Renovierungen fand man dort zudem ein Wappen der Münchner Patrizierfamilie Ligsalz, die in Altkirchen und Eichenhausen Grundbesitz hatte.

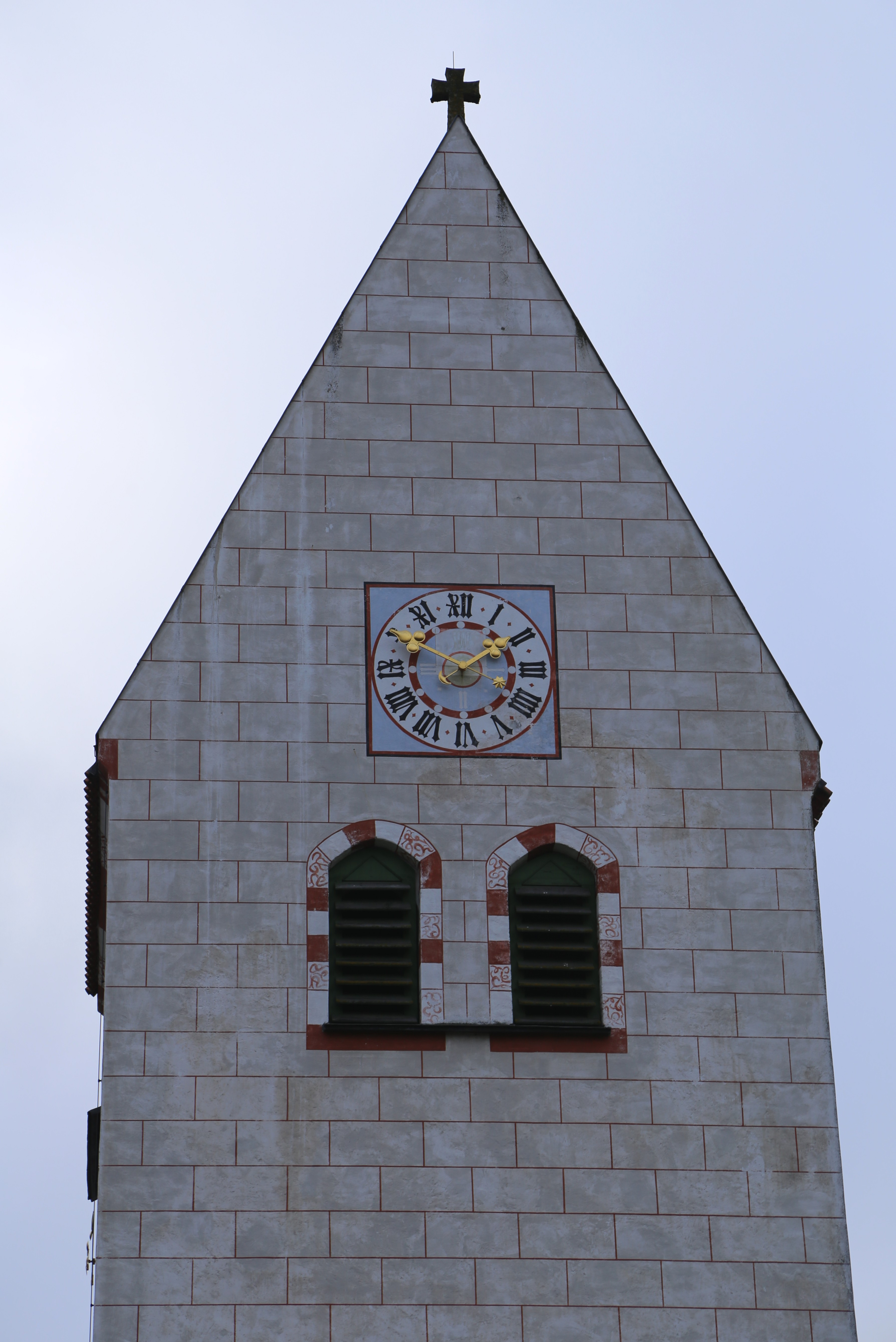
Der gotische Chorturm

Die älteste Darstellung der Kirche mit einem gotischen Turm und einem Eingang auf der Westseite geht auf eine Landtafel von Philipp Apian aus dem Jahre 1568 zurück. 1680 wurde das Langhaus durch umfangreiche Baumaßnahmen umgestaltet und barockisiert. Das kleine Kirchenschiff wurde zum ersten Mal verlängert und der Eingang von Westen auf die Südseite verlegt. Wahrscheinlich sind die kleinen hochliegenden Fenster schon in gotischer Zeit vergrößert worden. Im 17./18. Jahrhundert erhielten die Fenster eine große Rundbogenform, bei einer Restaurierung im 19. Jahrhundert wurden sie zu neugotischen Maßwerkfenstern reduziert.
Im Jahr 1879 wurde der Eingang von der Südseite nach Westen zurückverlegt, die Umrisse des alten Eingangs sind im Kirchenraum noch deutlich erkennbar.

### Der Turm

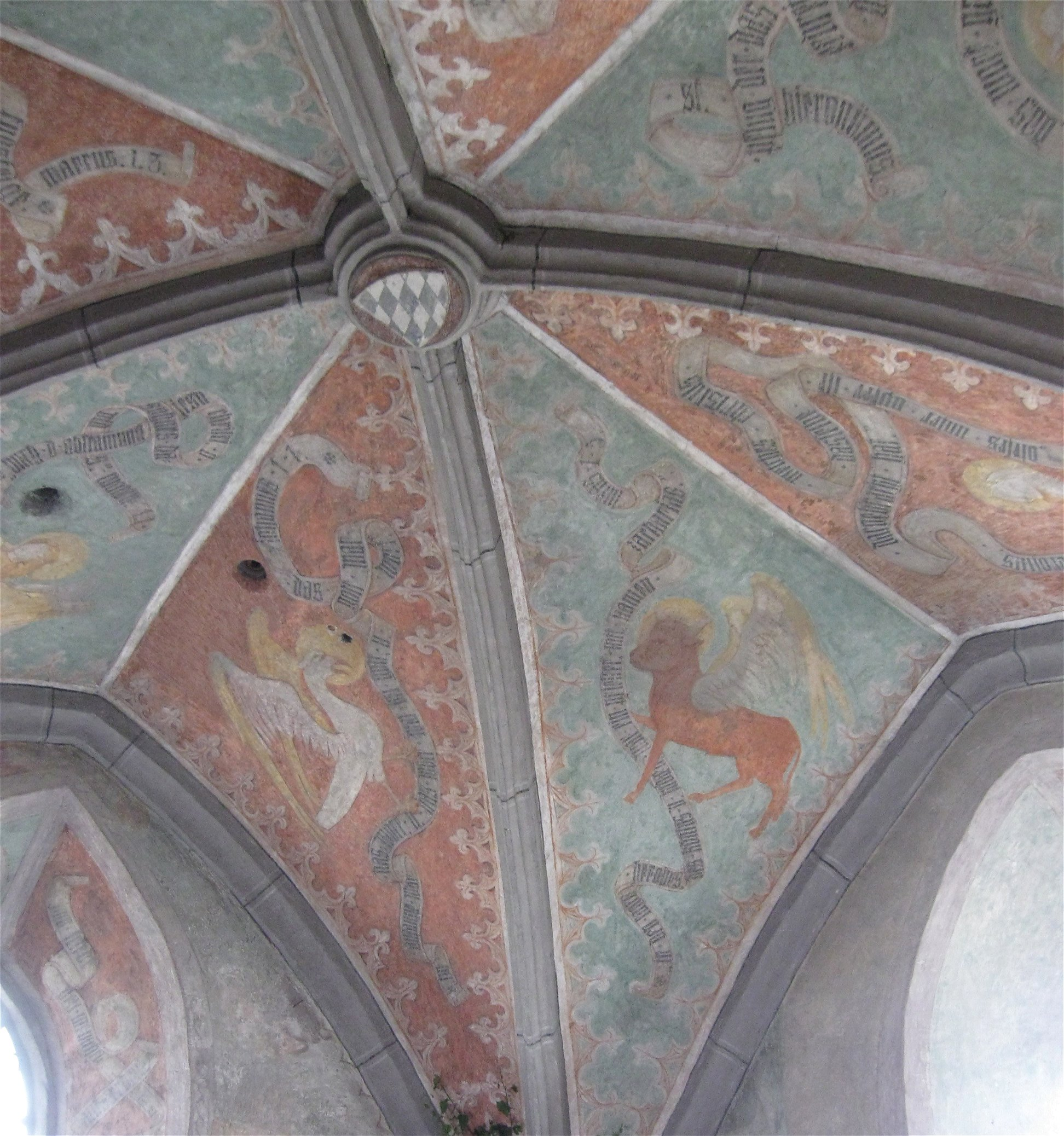
Kreuzrippengewölbe mit rundem Schlussstein

Die gotische Chorturmanlage, von jeher das Wahrzeichen Altkirchens, stammt aus dem 15. Jahrhundert. Er wurde anstelle einer Apsis an der Ostseite des Langhauses errichtet. Den Chor schmückt ein gotisches Kreuzrippengewölbe auf Kragensteinen mit rundem Schlussstein, den die weißblaue Raute des Bayerischen Wappens ziert.
Von außen wird der wuchtige Turm heute als einheitlich romanisches Bauwerk gedeutet. Beim Betreten des Kirchenraumes fällt jedoch sofort der gotische Spitzbogen zur Apsis auf. Im Zuge der Nachforschungen konnte der Grund dafür gefunden werden: Der Glockenturm ist einst als gotisches Bauwerk mit spitzem Dach erstellt worden. Im Zuge den Baumaßnahmen im Jahre 1680 muss der Turm über die Firsthöhe des Langhauses hinaus aufgestockt und mit einem Satteldach versehen worden sein. Die gotische Sakristei stammt ebenfalls aus dem 15. Jahrhundert und wurde der Nordseite des Turms angefügt.

## Baugeschichte

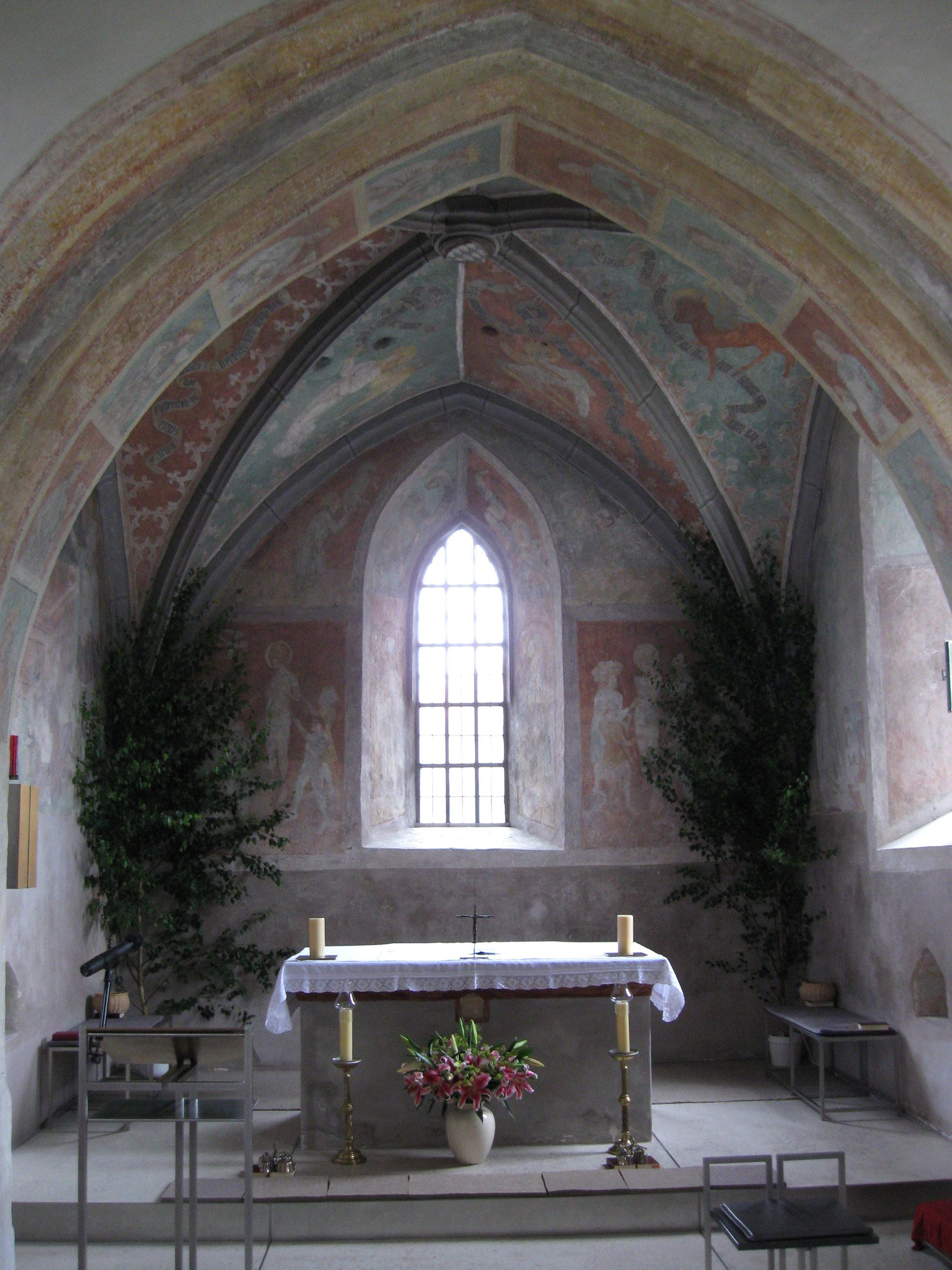
Presbyterium

### Restaurierung im Jahr 1965
Die mittlerweile baufällig gewordene Kirche erfuhr 1956 eine grundlegende Restaurierung. Das Kirchengebäude wurde nach Westen hin verlängert und um etwa einen Meter aufgemauert. Die Decke erhielt zudem eine Holzschalung, ebenso wurden Dachstuhl und Dach erneuert. Die barocken Haupt- und Seitenaltäre aus dem 17. Jahrhundert wichen einem Volksaltar in der Apsis, der sich in Form und Ausführung harmonisch in das Presbyterium einfügt.
Seit dieser Zeit sind jedoch vier Holzfiguren verschollen. Auch die Spur einer Darstellung Unbekanntes Leiden Christi von Josef Anton Wunderer aus dem 17. Jahrhundert hat sich verloren.

### Außensanierung im Jahr 1992
Der Befund der Außensanierung im Jahr 1992 zeigte am Turm und an der Südwand des Langhauses bedeutende, gut erhaltene historische Putze in qualitätsvoller Farbfassung aus dem 15. Jahrhundert. Auch an der Sakristei ist noch alter Putz vorhanden. Diese historischen Putze gehören zum Kostbarsten an dem gesamten Gebäude. Außerdem waren noch originale Quaderritzungen und die Reste einer alten gemalten Sonnenuhr an der Südfassade des Turms nachweisbar.

## Ausstattung
Im Zuge der grundlegenden Restaurierung im Jahr 1965 wurde der barocke Hochaltar abgetragen und die Seitenaltäre beseitigt, die alle nicht dem ursprünglichen Stil der Kirche entsprachen. Dabei gingen der Gemeinde jedoch einige wertvolle Heiligenfiguren abhanden. Noch erhalten sind eine wertvolle Pietà aus dem Jahr 1750, die Hl. Barbara (um 1500), die Hl. Magdalena (1790), die Hl. Margareta (17.–18. Jahrhundert), ein Rosenkranz über dem Spitzbogen aus dem Jahre 1627 sowie ein Prozessionskreuz aus dem 17. Jahrhundert.

### Wandmalereien in der gotischen Apsis
Bei den Wandmalereien handelt es sich um Secco-Gemälde aus verschiedenen gotischen Phasen des 14.–16. Jahrhunderts. An der Langwand des Kirchenschiffs finden sich Spuren alter Gemäldereste aus frühgotischer Zeit um 1300, die als Beweis für das hohe Alter der Kirche gelten.

### Kelch des Herzogs Tassilo
Zu den Messgeräten von St. Margaret gehört eine von vier verkleinerten Nachbildungen des Kelches Herzog Tassilos III. von Baiern. Der Kelch ist eine private Leihgabe und wird bei kirchlichen Hochfesten als Messkelch verwendet.

## Orgel
Durch die Restaurierung und Erweiterung der Kirche im Jahre 1965 wurden die räumliche Voraussetzung für eine Orgel geschaffen. Diese sollte die einheitliche Architektur des Kirchenraums bewahren und zugleich den kritischen Vorstellungen des Orgelbaus genügen. Überdies sollte das Werk trotz des geringen Platzangebotes so konzipiert werden, dass ein möglichst breites Spektrum der Orgelliteratur dargestellt werden kann.
Die Orgel hat 14 Register und Schleifladen und verfügt über zwei Manuale und Pedal mit mechanischer Spiel- und Registertraktur. Acht Pfeifen des Subbass sind links und rechts im Prospekt zu sehen. Im Mittelwerk befindet sich links das zweite (Schwellwerk) und rechts das erste Manual. Die Metallpfeifen sind aus einer Zinn-Blei-Legierung gearbeitet. Die Orgel ist das erste Werk der damals noch jungen Firma Robert Kaulmann aus Wegscheid in Niederbayern.
Die Disposition lautet:
| I Hauptwerk |      |
| Rohrflöte   | 8′   |
| Prästant    | 4′   |
| Waldflöte   | 2′   |
| Mixtur III  | 4⁄3′ |
| Trompete    | 8′   |
| Tremolo     |      |

| II Schwellwerk |      |
| Gedackt        | 8′   |
| Spitzflöte     | 4′   |
| Oktavlein      | 2′   |
| Quinte         | 4⁄3′ |
| Terz           | 8⁄5′ |
| Rohrschalmay   | 8′   |
| Tremolo        |      |

| Pedal    |     |
| Subbaß   | 16′ |
| Oktavbaß | 8′  |
| Pommer   | 4′  |

- Koppeln: II/I, I/P, II/P

## Glocken
Unbekannt ist, wann der Turm von St. Margaret erstmals mit Glocken ausgestattet wurde. Belegt ist erstmals eine Wetterglocke aus dem 17. Jahrhundert. Sie war mit folgender Umschrift versehen:
Paulus Kopp goss mich in München 1681. A fulgure et tempestate et noxia libera nos domine
Weitere Glocken folgten, die aber den beiden Weltkriegen zum Opfer fielen.
Im Februar 1952 weihte Prälat Michael Hartig aus München das heutige Geläut, eine Stiftung der Bürger Altkirchens und Eichenhausens. Die Euphonglocken wurden von Karl Czudnochowsky, Erding gegossen. Sie erklingen im D-Dur Akkord. Die Glocken im Einzelnen:
| Nr. | Name         | Funktion     | Durchmesser [mm] | Gewicht [kg] | Schlagton | Inschrift |
| --- | ------------ | ------------ | ---------------- | ------------ | --------- | --- |
| 1.  | St. Margaret | Wetterglocke | 1.350            | 1.205        | d1        | Die Toden beklag ich – Die Wetter vertreib ich – Den Tag des Herrn verkünd ich – Die Trägen erweck ich – Die Bösen erschreck ich – Die Guten bestärk ich – Unseren Gefallenen zum Gedenken |
| 2.  | St. Maria    |              | 1.055            | 572          | fis1      | Maria in den Himmel aufgenommen, bleib immer Schutzfrau uns, unserer Gemeinde und unserem lieben Bayernland                                                                                |
| 3.  | St. Josef    | Sterbeglocke | 890              | 344          | a1        | Wenn Du sollst sterben ruf ich den Herrn – Wenn Du gestorben ruf ich zum Herrn |

## Belege
1. ↑  Theodor Bitterauf: Die Traditionen des Hochstifts Freising. In: Cod. Bf. 215. Nr. 1324. Bayerisches Hauptstaatsarchiv München.
2. ↑  Reinhold Löschinger: Kirchenführer. Die Kirche St. Margaret mit der Feldkapelle Maria Unbefleckte Empfängnis und der Hofkapelle St. Nikolaus. Hrsg.: Katholische Benefiziumskuratie St. Margaret. Sauerlach-Altkirchen 2004, S. 7.
3. ↑  Alois Weißthanner: Die Urkunden und Urbare des Klosters Schäftlarn. Nr. 110. Bayerisches Hauptstaatsarchiv München, 1982.
4. ↑  Anton Mayer, Georg Westermayer: Statistische Beschreibungen des Erzbistums Freising. Band 3. Erzbischöfliches Archiv München, Regensburg 1880, S. 639.
5. ↑  Erwin Franz Wiegerling: Altkirchen St. Margaret Befundergänzungen 1995/1996. Chronologische Übersetzung der Archivalien. Gaißach 1991, S. 2.
6. ↑  Reinhold Löschinger: Kirchenführer. Die Kirche St. Margaret mit der Feldkapelle Maria Unbefleckte Empfängnis und der Hofkapelle St. Nikolaus. Hrsg.: Katholische Benefiziumskuratie St. Margaret. Sauerlach-Altkirchen 2004, S. 10.
7. 1 2  Barbara Heller; Karl-Heinz Obernier: St. Margaret in Altkirchen. Sauerlach-Altkirchen 1972, S. 4 f.
8. 1 2  Bayerisches Landesamt für Denkmalpflege München (Hrsg.): Bauuntersuchung am 7. Mai 1965. Nr. 4996.
9. ↑  Erwin Franz Wiegerling: Altkirchen St. Margaet Befundergänzungen 1995/1996. Chronologische Übersetzung der Archivalien. Gaißach 1991, S. 3.
10. ↑  Bayerisches Landesamt für Denkmalpflege München (Hrsg.): Bauuntersuchung am 7. Mai 1965. Nr. 4996.
11. ↑  Bayerisches Landesamt für Denkmalpflege München (Hrsg.): Bauuntersuchung am 7. Mai 1965. Nr. 4996.
12. ↑  Philipp Apian: Landtafel Nr. 18: München, Rosenheim. Hrsg.: Bayerisches Landesamt für Denkmalpflege München. Ingolstadt 1568.
13. ↑  Erwin Franz Wiegerling: Altkirchen St. Margaet Befundergänzungen 1995/1996. Chronologische Übersetzung der Archivalien. Gaißach 1991, S. 3.
14. ↑  Bayerisches Landesamt für Denkmalpflege München (Hrsg.): Bauuntersuchung am 7. Mai 1965. Nr. 4996.
15. 1 2  Barbara Heller; Karl-Heinz Obernier: St. Margaret in Altkirchen. Sauerlach-Altkirchen 1972, S. 4 f.
16. ↑  Reinhold Löschinger: Kirchenführer. Die Kirche St. Margaret mit der Feldkapelle Maria Unbefleckte Empfängnis und der Hofkapelle St. Nikolaus. Hrsg.: Katholische Benefiziumskuratie St. Margaret. Sauerlach-Altkirchen 2004, S. 15.
17. ↑  Erwin Franz Wiegerling: Altkirchen St. Margaret. Befund Turm/Fassade. Gaißach 1992.
18. ↑  Georg Dehio: Handbuch der Deutschen Kunstdenkmäler. Bayern IV: München und Oberbayern. 1990, S. 19–20.
19. ↑  Erwin Franz Wiegerling: Altkirchen St. Margaret Befundergänzungen 1995/1996. Chronologische Übersetzung der Archivalien. Gaißach 1991, S. 8.
20. ↑  Reinhold Löschinger: Kirchenführer. Die Kirche St. Margaret mit der Feldkapelle Maria Unbefleckte Empfängnis und der Hofkapelle St. Nikolaus. Hrsg.: Katholische Benefiziumskuratie St. Margaret. Sauerlach-Altkirchen 2004, S. 37.
21. ↑  Barbara Heller; Karl-Heinz Obernier: Sankt Margaret in Altkirchen. Sauerlach-Altkirchen 1972, S. 5.
22. ↑  Reinhold Löschinger: Kirchenführer. Die Kirche St. Margaret mit der Feldkapelle Maria Unbefleckte Empfängnis und der Hofkapelle St. Nikolaus. Hrsg.: Katholische Benefiziumskuratie St. Margaret. Sauerlach-Altkirchen 2004, S. 40 f.
23. ↑  Orgeldatenbank Bayern v5 (2009) (online), abgerufen am 9. Mai 2025
24. ↑  Reinhold Löschinger: Kirchenführer. Die Kirche St. Margaret mit der Feldkapelle Maria Unbefleckte Empfängnis und der Hofkapelle St. Nikolaus. Hrsg.: Katholische Benefiziumskuratie St. Margaret. Sauerlach-Altkirchen 2004, S. 41.
25. ↑  Kath. Kuratiekirche St. Margaret in Sauerlach-Altkirchen. In: createsoundscape.de. Abgerufen am 9. Mai 2025.

Koordinaten: 47° 57′ 38,7″ N, 11° 35′ 25,9″ O